# Costanza Fiorentini
Costanza Fiorentini (Roma, 25 de noviembre de 1984) es una deportista italiana que compitió en natación sincronizada. Ganó cuatro medallas en el Campeonato Europeo de Natación, en los años 2004 y 2008.

## Palmarés internacional
| Campeonato Europeo | Campeonato Europeo       | Campeonato Europeo | Campeonato Europeo |
| Año                | Lugar                    | Medalla            | Prueba             |
| ------------------ | ------------------------ | ------------------ | ------------------ |
| 2004               | Madrid (España)          | Medalla de plata   | Combinación libre  |
| 2004               | Madrid (España)          | Medalla de bronce  | Equipo             |
| 2008               | Eindhoven (Países Bajos) | Medalla de plata   | Equipo             |
| 2008               | Eindhoven (Países Bajos) | Medalla de plata   | Combinación libre  |